# Sylvestre Nsanzimana
Sylvestre Nsanzimana (* 5. Januar 1936 in Kirago, Südprovinz, Ruanda; † 1999) war ein ruandischer Politiker und von 1991 bis 1992 Premierminister Ruandas.
Nsanzimana gehörte von 1969 bis 1971 der Regierung von Präsident Grégoire Kayibanda als Außenminister an. Darüber hinaus war er zeitweise auch Minister für Handel, Bergbau und Industrie. Später war er stellvertretender Generalsekretär der Organisation für Afrikanische Einheit (OAU) sowie Justizminister Ruandas.
Am 12. Oktober 1991 berief ihn Präsident Juvénal Habyarimana zum ersten Premierminister Ruandas nach über dreißig Jahren. Die Ernennung löste Kritik am Präsidenten aus, da dieser nicht zuvor die Ernennung mit den Parteien besprochen hatte. Dieses Amt übte er bis zu seiner Ablösung durch Dismas Nsengiyaremye am 2. April 1992 aus. Als Premierminister gehörte er dem Mouvement républicain national pour le développement an. Seit 1994 lebte er im Exil in Brüssel.